# Vince Clarke
Vincent John Martin (Londres, 3 de julho de 1960), mais conhecido pelo nome artístico de Vince Clarke, é um músico e compositor inglês. Ele se envolveu com vários grupos musicais de sucesso tais como Depeche Mode, Yazoo, The Assembly e Erasure.
Em 2009, Clarke foi honrado com um prêmio especial durante a cerimônia dos Ivor Novello Awards em reconhecimento aos seus trinta anos na indústria musical. Em 2020, foi introduzido no Rock and Roll Hall of Fame como membro do Depeche Mode.

## Biografia
Criado em Basildon, Vincent começou a estudar violino e depois piano.
Nos anos 70, Vincent e seu colega de escola Andrew Fletcher formaram a banda No Romance in China.
Em 1979 eles formaram o The French Look, uma prévia do Depeche Mode que foi chamada mais tarde de Composition of Sound, seguindo a entrada de Martin Gore (Vocal) na banda. O Depeche Mode fez muito sucesso com a musica "Just Can't Get Enough" que Vincent compôs junto com Gore, mas mesmo assim Vincent Clarke saiu do grupo logo após o primeiro álbum e formou o duo britânico Yazoo (conhecido nos Estados Unidos como Yaz) junto com a cantora Alison Moyet (vocal). A dupla foi um grande sucesso onde tiveram algumas músicas no Top 10 britânico no entre 1982 e 1983 como "Only You", "Situation" e principalmente "Don't Go". Pouco depois, Moyet e Clarke decidiram romper com a dupla. Moyet seguiu uma carreira solo, enquanto Clarke fundou o The Assembly (com o produtor Eric Radcliffe) e, logo depois, o Erasure em 1985, outra dupla de synthpop (desta vez, com o cantor Andy Bell). O Erasure foi o grupo de maior sucesso de Vince Clarke, foi até mais sucesso que o Depeche Mode na década de 80, já que fazia um som mais comercial. Emplacaram com várias músicas como "Oh L'amour", "Sometimes", "A Little Respect", "Stop", "Blue Savannah","I Love to Hate You" e "Always". Erasure entrou também nas paradas de sucesso no Brasil no final dos anos 80 e inicio dos anos 90 e apesar do atraso, "A Little Respect" (1987) e "Oh L'amour" (1986) estão entre as 100 mais tocadas no Brasil no ano de 1990. Andy Bell e Vince Clarke já vieram ao Brasil 4 vezes. O Erasure segue em ativa até hoje, apesar de sua popularidade ter diminuído a partir da metade dos anos 90.